# Zofia Czekalska
Zofia Czekalska z domu Sosnowska ps. „Sosenka” (ur. 6 lipca 1923 w Tomaszowie Mazowieckim, zm. 14 maja 2024 w Warszawie) – polska działaczka kombatancka, uczestniczka powstania warszawskiego.

## Życiorys
Urodziła się w Tomaszowie Mazowieckim jako córka Władysława i Pauliny z domu Adamskiej. Jej ojciec był robotnikiem, zaś matka była hafciarką. Od trzynastego roku życia należała do harcerstwa. W czasie okupacji niemieckiej podczas II wojny światowej mieszkała u wuja w Warszawie. Podczas powstania warszawskiego była łączniczką w zgrupowaniu „Chrobry II” na terenie Śródmieścia Północnego. Po powstaniu przebywała w niewoli niemieckiej jako jeniec w Stalagu IV-B/H Zeithain (podobóz Stalagu IV B Mühlberg).
W listopadzie 1945 roku poślubiła uczestnika powstania warszawskiego Czesława Czekalskiego ps. „Trzciński”. Po wojnie przez wiele lat pracowała w różnych teatrach warszawskich, szyjąc stroje sceniczne.
29 lipca 2018 roku „za zasługi w działalności na rzecz upamiętniania prawdy o najnowszej historii Polski” odznaczona została przez Prezydenta RP Andrzeja Dudę – Złotym Krzyżem Zasługi.
W 2023 roku została wyróżniona tytułem „Zasłużony dla Miasta Tomaszowa Mazowieckiego”. W tym samym roku znalazła się w gronie nominowanych do tytułu Warszawianka Roku.

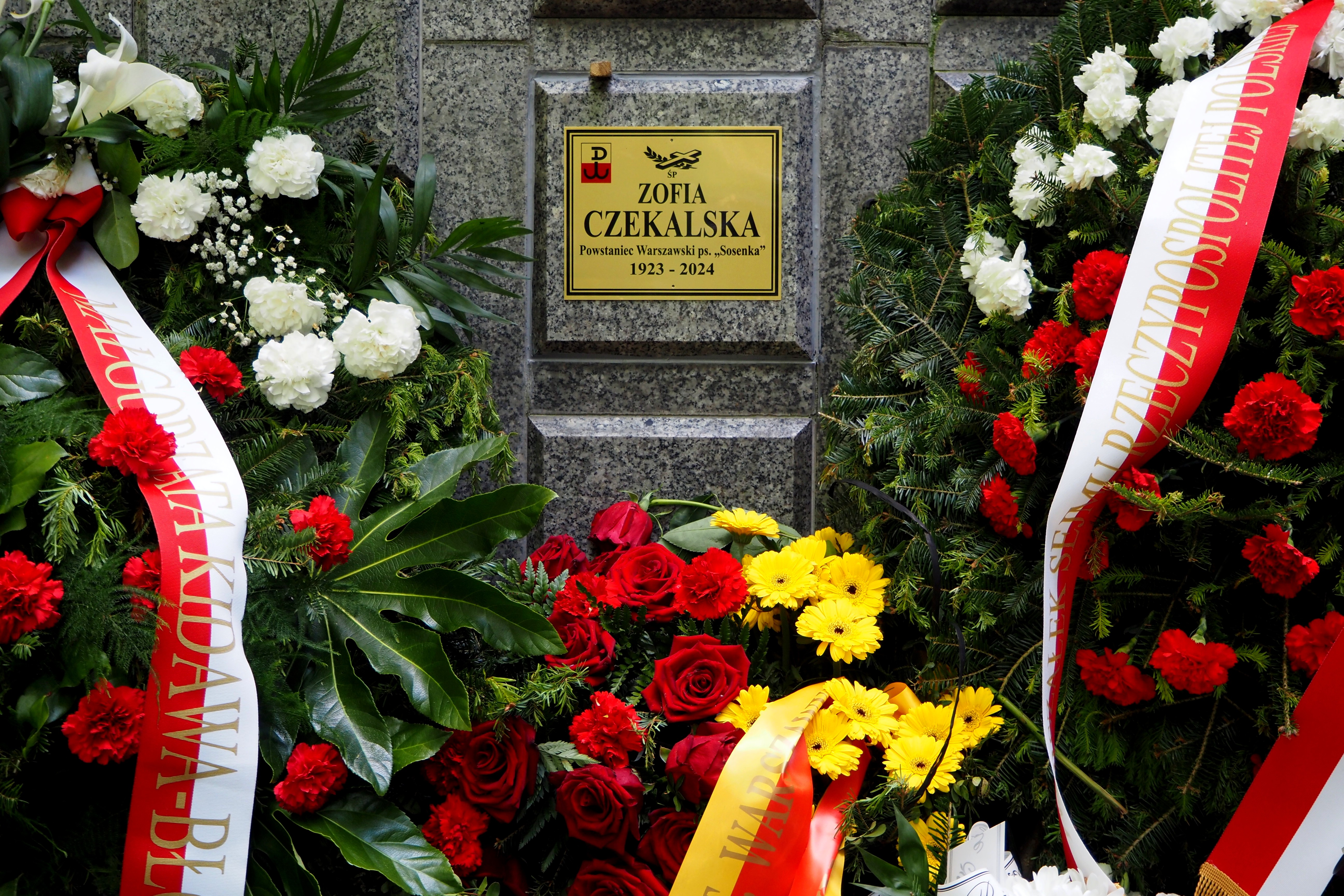
Grób Zofii Czekalskiej w Panteonie Żołnierzy Polski Walczącej na cmentarzu Wojskowym na Powązkach w Warszawie

Została pochowana 23 maja 2024 roku na cmentarzu Wojskowym na Powązkach w Warszawie. Uroczystości pogrzebowe rozpoczęła msza żałobna w bazylice Świętego Krzyża.
Pośmiertnie w 2024 roku otrzymała Krzyż Kawalerski Orderu Odrodzenia Polski. 